# Stern's
Stern's (oorspronkelijk Stern Brothers) was een regionale warenhuisketen die actief was in de Amerikaanse staten New York, New Jersey en Pennsylvania. De keten bestond meer dan 130 jaar.
In 2001 besloot Federated Department Stores, het moederbedrijf van Stern, om het merk Stern te laten vallen. De meeste winkels werden onmiddellijk omgebouwd tot Sterns zusterbedrijf Macy's, terwijl andere werden geliquideerd en heropend als Bloomingdale's.

## Geschiedenis
Stern Brothers werd in 1867 opgericht door Isaac, Louis en Benjamin Stern, zonen van Duitse Joodse immigranten. In dat jaar begonnen ze met de verkoop van textielwaren in Buffalo (New York). Vanuit dit bescheiden begin groeiden de Stern Brothers uit tot een belangrijke handelsfamilie in de stad New York.
In 1868 verhuisden ze naar New York  en openden een winkel met één ruimte op Sixth Avenue 367. In 1879 verhuisde de winkel opnieuw naar een groter pand op West 23rd Street 110. Toen de Stern Brothers de winkel op West 23rd Street 110 ontgroeiden, lieten ze op dezelfde locatie een nieuw gebouw neerzetten. Dit werd in 1878 de nieuwe vlaggenschipwinkel. Het stond bekend om zijn gietijzeren gevel op de punten West 23rd Street 32-36 en West 22nd Street 23-35.
Het gebouw is ontworpen door Henry Fernbach. In 1892 werd het gebouw vergroot naar een ontwerp van W.M. Schinckel. Het enorme gebouw met zes verdiepingen is gebouwd in de stijl van de Renaissance Revival. De typische 19e-eeuwse toevoeging van W.M. Schinckel verdrievoudigde de oppervlakte van het oorspronkelijke bouwwerk op het oostelijke deel van het terrein. Het hoge centrale deel van deze toevoeging accentueert de lange en fijn gedetailleerde gevel. Het monogram van het bedrijf is nog steeds boven de centrale boog te zien. Veel leden van de familie Stern werkten in deze winkel, die zowel luxe goederen als handelswaar voor de arbeidersklasse verkocht. Het was een elegante winkel die bekendstond om zijn modieuze kleding. Dames uit de hele stad kwamen naar Stern Brothers voor hun Parijse mode. Deze onderneming onderscheidde zich door de elegante portiers met hoge hoeden en de genereuze en vriendelijke service van de Sterns zelf.
Stern Brothers was een familiebedrijf. De winkel werd tientallen jaren gerund door de familie en familieleden vervulden de vele functies in de winkel. Robert (1888-1954), de zoon van oprichter Isaac Stern, veranderde echter zijn achternaam in Stearns en richtte in 1923 de investeringsbank Bear Stearns op.
Het kwam regelmatig voor dat klanten door de broers zelf werden begroet. In 1914 werd het gezin uitgebreid met Arthur D. Brandeis. Zijn dochter, Aliss Ruth, was getrouwd met Irving C. Stern, een van de directeuren van Stern Brothers en zoon van oprichter Louis Stern. Brandeis was president van J.L. Brandeis and Sons in Omaha, Nebraska, het grootste warenhuis ten westen van Chicago.
In 1913 verhuisden de Stern Brothers verder naar het noorden en bouwden een nieuwe vlaggenschipwinkel vlak bij Fifth Avenue en West 42nd Street, tegenover Bryant Park. De nieuwe winkel telde negen verdiepingen en de inkoopafdelingen bevonden zich in de kelder. Stern's richtte zich op de koetsiersbranche en had een aparte ingang voor klanten als de Goulds en Astors. Omdat de winkel zich vlak bij het Theater District bevond, werkten er veel opkomende sterren. De drukste uren van de winkel waren tussen 11.00 en 14.00 uur, wanneer de lokale werknemers uit de omgeving hun lunchpauze hadden.

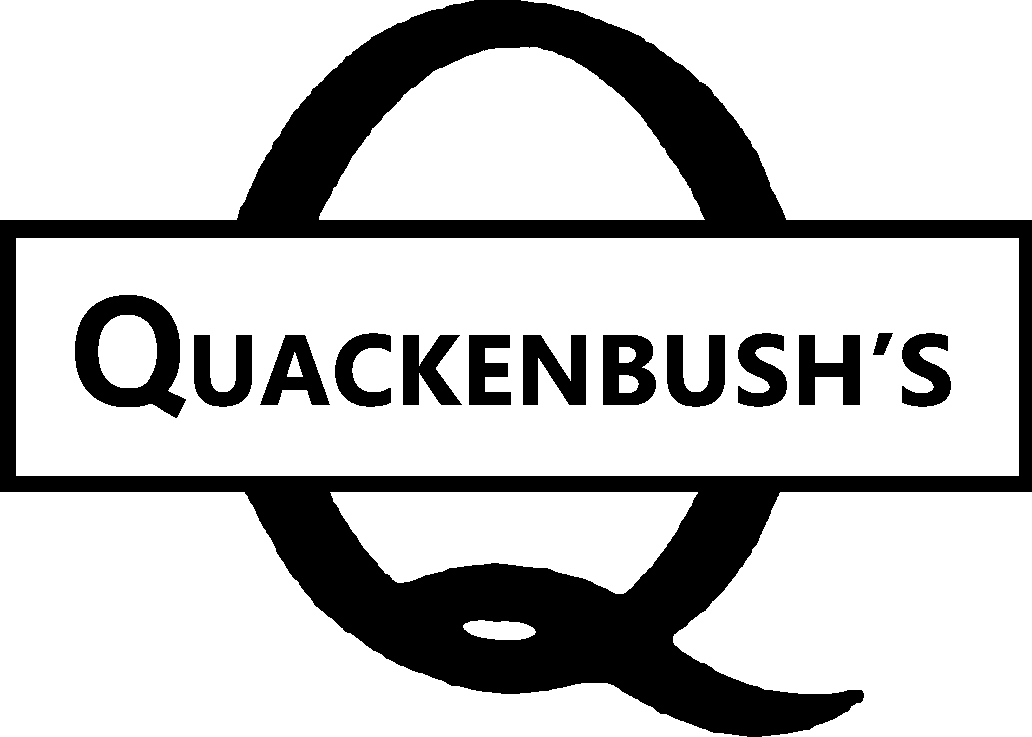
De warenhuizen van Quackenbush werden begin jaren 1860 omgedoopt tot Stern's

Stern's werd in 1951 gekocht door Allied Stores. Eind jaren 1950 en begin jaren 1960 begonnen de verkopen te dalen, omdat de meeste blanke New Yorkers naar de voorsteden verhuisden. Stern sloot in 1969 zijn vlaggenschip in New York en verplaatste het hoofdkantoor naar zijn winkel in de Bergen Mall in Paramus, New Jersey, dat de nieuwe vlaggenschipwinkel werd. Destijds fuseerde Allied Stores, de eigenaar van Stern, de Stern's-divisie met de Quackenbush-divisie in Paterson, New Jersey. Er was een tweede Quackenbush-winkel in het Preakness-gedeelte van Wayne, New Jersey. In hetzelfde jaar dat Stern's zijn basis naar New Jersey verplaatste, opende het een tweede vestiging in Wayne. Deze vestiging was de vierde vestiging voor de nieuw gebouwde Willowbrook Mall. Uiteindelijk werd de winkel in het centrum van Paterson gesloten. In 1971 opende Stern's een nieuwe winkel met een compleet assortiment in de Woodbridge Center Mall. Er volgden nog meer winkels in onder andere de Middlesex Mall, Essex Green, Seaview Square Mall en Ocean County Mall. De winkel betrad kortstondig de markt in Philadelphia door verschillende vestigingen van de Philadelphia-divisie van Gimbels over te nemen.

## Chronologie
- 1867: Het warenhuis Stern Brothers wordt opgericht in Buffalo, door de gebroeders Stern, immigranten uit Ziegenhain (Schwalm-Eder-Kreis) in Duitsland.
- 1867: Stern Brothers verhuist naar New York en opent een winkel met één ruimte op Sixth Avenue 367.
- 1877: Verhuist naar een groter pand op West 23rd Street 111.
- 1878: Het vlaggenschip werd op 23rd Street gebouwd, bekend om zijn gietijzeren gevel.
- 1913: Nieuw vlaggenschip gebouwd nabij Fifth Avenue en 42nd Street.
- 1914: Arthur D. Brandeis treedt toe tot het bedrijf als Senior Vice President.
- 1922: Louis Stern, oprichter, overlijdt in Parijs tijdens een bezoek aan zijn dochter.
- 1925: Het bedrijf viel uit handen van de familie en er werden gewone aandelen uitgegeven door een nieuwe eigenaar, een bankenconglomeraat.
- 1951: Stern Brothers wordt overgenomen door Allied Stores Corporation.
- 1969: Het vlaggenschipwinkelgebouw op 42nd Street wordt gesloten en het filiaal in de Bergen Mall wordt aangewezen als nieuw hoofdkantoor en vlaggenschipgebouw.
- 1982: De Gertz-divisie van Allied Stores Corporation op Long Island werd samengevoegd met Stern's, dat inmiddels voornamelijk in New Jersey actief was.
- 1986: Stern's neemt diverse winkels over van het ter ziele gegane Gimbels en betreedt de markt van Philadelphia.
- 1986: Campeau Corporation neemt Allied over.
- 1988: Campeau neemt Federated Department Stores (FDS) over. Vijf van de zeven vestigingen in de markt van Philadelphia worden gesloten (alle voormalige Gimbels).
- 1992: De resterende 2 vestigingen in Philadelphia worden gesloten.
- 1992: Allied fuseert volledig met FDS.
- 1994: Met de overname van R.H. Macy door FDS wordt de vestiging van Abraham & Straus in Manhattan Mall omgebouwd tot Stern's en fungeert als vlaggenschip voor de keten, die opnieuw de markt van New York betreedt.
- 2001: FDS sluit de Stern-divisie. De meeste vestigingen van Stern's worden onmiddellijk omgebouwd tot Macy's. Andere winkels worden geliquideerd, waarbij deze winkels ofwel Bloomingdale's worden of helemaal sluiten (de winkel in de Manhattan Mall is er daar één van en bleef leegstaan totdat deze werd herontwikkeld tot kantoorruimte, waarbij de onderste verdiepingen van 2009 tot 2020 onderdak boden aan een J.C. Penney).